# Hjartvar
No confundir con Hjörvard, guerrero vikingo de Suecia que luchó contra el infame rey Ingjald
Hjartvar, también Heoroweard o Hiartuar (nórdico antiguo: Hjörvarðr) es un personaje protohistórico que aparece en el poema épico Beowulf y otros textos de leyendas nórdicas, fue un caudillo vikingo en la Era de Vendel (siglo VI) que llegó a ser rey por un día.

## Etimología
El nombre procede del protonórdico *Heruwarduz.

## Leyenda y sagas
En las fuentes nórdicas, Hereoweard se rebela contra Hroðulf (Hrólfr Kraki) y lo mata, pero las versiones entre diversas fuentes varía mucho.
En Bjarkamál, un poema anexo de la obra Gesta Danorum de Saxo Grammaticus, su ejército estaba compuesto por suiones (suecos) por un lado y gautas por otro lado. Esta información no aparece en ninguna otra fuente.
Varias fuentes mencionan su matrimonio con la princesa Skuld, quien según la saga Skjöldunga era hija del rey Aðils (Eadgils). No obstante, según Chronicon Lethrense y Hrólfs saga kraka, ella era hija del rey Helgi (Halga). Saxo no precisa si fue Adils o Helgi el padre.
Hrólfs saga kraka no menciona su procedencia, pero según Arngrímur Jónsson, Heoroweard era rey de Öland y Saxo cita que fue jarl de Hrólfs Kraki en Suecia, mientras que Chronicon Lethrense, era sajón y jarl de Skåne.
En el poema Beowulf, Heorowear es hijo del rey Heorogar, hermano mayor de Halga (Helgi) y Hroðgar (Hróar). Heoroweard tenía el derecho legítimo para reclamar el trono de Dinamarca sobre Hrólfr Kraki (Hroðulf), por lo que no sorprende que fuese uno de los verdugos de Hrólfr. Beowulf, durante la ceremonia de entrega de la armadura de Heorogar a su señor Hygelac (que a su vez Hroðgar dio a Beowulf como recompensa), repite lo que Hroðgar le dijo:
"Apenas Heorogar le daría a su hijo, el valiente Heoroweard, aunque le fue siempre fiel..."
Hjartvar no sobrevive mucho tiempo tras la muerte de Hrólfr Kraki. Según Arngrímur Jónsson en su saga Skjöldunga, Hrólfs saga kraka y Chronicon Lethrense, fue asesinado poco después. Mientras Hrólfs saga kraka menciona que murió en el campo de batalla, las otras fuentes mencionan que llegó a ser rey pero lo asesinaron el mismo día de su proclamación.

## Sucesión
Según  Arngrímur, a Hereoweard le sucedió Rörek (llamado Hreðric en Beowulf), primo del padre de Hrólfr, pero fue atacado por Valdar. Ambos partieron el reino, Rörek mantuvo Selandia (Dinamarca) mientras Valdar mantuvo Skåne (Suecia). Esta versión difiere de Bjarkamál que menciona la muerte de Rörik en manos de Hrólfr.
Según Hrólfs saga kraka, Skuld heredó el reino pero murió en batalla contra el rey gauta Thorir Houndsfoot y los guerreros de Yrsa. El reino pasó a manos de las hijas de Hrólfr Kraki.
Según la versión de Saxo, Höðr, hermano de Aðils, fue rey de Dinamarca y Suecia.
Según Chronicon Lethrense, Haki, hijo de Hamund, quien fue proclamado rey de Dinamarca, pero otras fuentes que le posicionan en el tiempo, algunos siglos antes.

## Teorías y conjeturas
El historiador Axel Olrik (1903) propuso una teoría sobre la divergencia de versiones. Según Beowulf, Adils conquista el trono sueco con ayuda de los gautas. En caso de Heoroweard, es un pretendiente al trono que consigue el reino danés con ayuda de los suecos. Por esa razón se consideró a Heoroweard como jarl de los suecos, pues según el punto de vista patriótico de Saxo, a los suecos se les corona y destrona a menudo. Para que esto fuera posible, Saxo o la tradición, citó la derrota de Adils por los daneses y perdió el reino. Sin embargo la tradición islandesa de Arngrímur tiene más en cuenta y clara el concepto de la línea sucesoria sueca, por lo tanto Heoroweard no pudo gobernar Suecia, y fue nombrado como rey de uno de los pequeños reinos vikingos de Suecia, Öland, territorio que disfrutó de independencia, pero cuyo linaje real se desconoce.
Según Arngrímur y Chronicon Lethrense, Heoroweard es yerno de Adils, casado con su hija Skuld, mientras que Hrólfs saga kraka le cita como yerno de Helgi (según la versión de Olrik, no podía casarse con su propia prima hermana). Las citas demuestran que Heoroweard tuvo una relación estrecha con Adils, y Olrik sugiere que la verdadera razón del viaje de Hrólfs a Gamla Uppsala fue por el apoyo de Heoroweard a Adils.
Sin embargo Snorri Sturluson menciona que Hrólfr murió durante en reinado del rey Östen. Si Snorri y Olrik están en lo correcto, el rey sueco que apoyó a Hereoweard durante el ataque y muerte de Hrólf pudo no ser Adils, sino Östen.